# Hendrik Maurits van der Goes
Hendrik Maurits van der Goes (Delft, 20 maart 1774 - 's-Gravenhage, 26 januari 1830) was een politicus uit het Verenigd Koninkrijk der Nederlanden.
Van der Goes was een regeringsgezinde telg uit een Delftse regentenfamilie, die in de Bataafs-Franse tijd bestuurlijk actief was in Den Haag. Hij werd daarna vrederechter. In 1815 was hij buitengewoon lid van de dubbele Staten-Generaal der Verenigde Nederlanden (8 - 19 augustus 1815) voor de goedkeuring van de grondwet van 1815. In 1822 werd hij tot Tweede Kamerlid gekozen en in de zitting 1827/1828 was hij voorzitter van diezelfde kamer. Hij kreeg daarna een plaats in de Eerste Kamer. Van der Goes was de schoonzoon van de Amsterdamse koopman en patriottische bestuurder Bicker.
- Biografisch Portaal: 36833725
- Parlement.com: vg09lls5snwo